# Ursel Berger

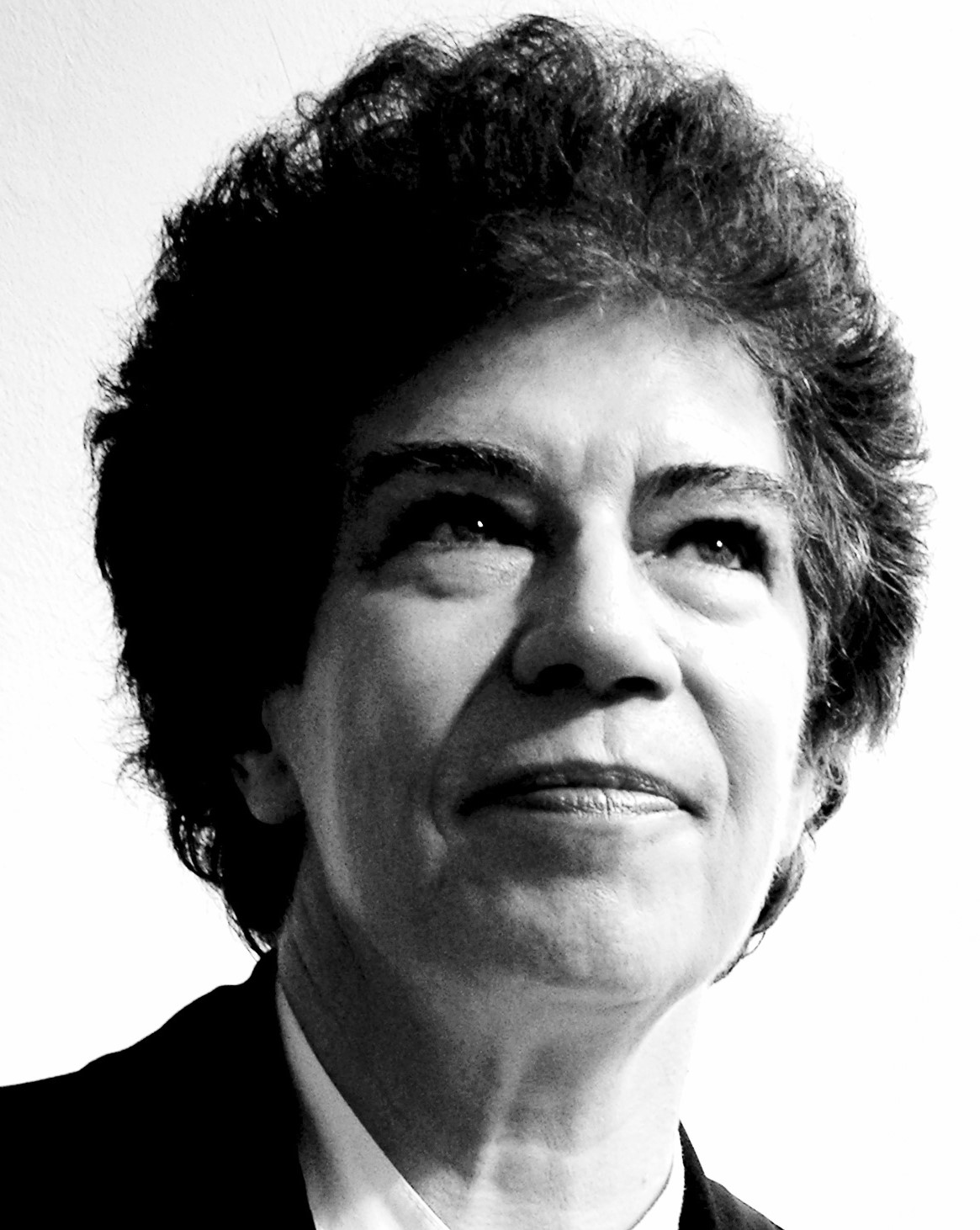
Ursel Berger, 1999

Ursel Berger (geboren 1947) ist eine deutsche Kunsthistorikerin und Museumsleiterin.

## Leben
Berger begann 1967 das Studium der Kunstgeschichte; sie wurde 1975 mit einer Arbeit über Andrea Palladios Frühwerk an der Münchener Universität bei Norbert Huse promoviert. Sie ist Koautorin des Braunschweiger Bronzenkatalogs und publizierte über die niederländischen Renaissance-Bildhauer Johan Gregor van der Schardt und Willem van Tetrode. 1977 begann sie ein Volontariat an der Neuen Nationalgalerie in Berlin. Mit der Übernahme der Leitung  des Georg-Kolbe-Museums in Berlin im Jahr 1978 wurde ihr Hauptarbeitsgebiet die Bildhauerei des 20. Jahrhunderts und insbesondere das Werk Georg Kolbes. Die Direktion des Georg-Kolbe-Museums hatte sie bis Ende 2012 inne.
Berger hat weit über 100 Ausstellungen mit den dazugehörigen Veröffentlichungen organisiert. Der Katalog zu der Ausstellung über Aristide Maillol ist ein Hauptwerk über den französischen Bildhauer. Berger bezweifelt die Echtheit der Gießersignaturen an etwa 200 Abgüssen von Plastiken Maillols, die Dina Vierny 1978/79 entdeckt haben will, und befasst sich generell mit der Problematik des Nachgusses, so wurde sie auch im Fall Arp zu Rate gezogen.
Berger erhielt 2008 das Bundesverdienstkreuz am Bande.

## Schriften (Auswahl)
- Verena Dollenmaier (Hrsg.): Glamour! Das Girl wird feine Dame: Frauendarstellungen in der späten Weimarer Republik. Seemann Henschel, Leipzig 2008, ISBN 978-3-86502-178-6.
- (Hrsg.): Kolloquium Ausdrucksplastik – Bildhauerei in der 1. Hälfte des 20. Jahrhunderts. Georg-Kolbe-Museum, Berlin 2002, ISBN 3-929542-19-6.
- Aristide Maillol. Prestel, München 1996, ISBN 3-7913-1641-9.
- Licht und Schatten: Rodin-Photographien von Eugène Druet. Georg-Kolbe-Museum, Berlin 1994.
- mit Volker Krahn: Bronzen der Renaissance und des Barock: Katalog der Sammlung. Das Museum, Braunschweig 1994, ISBN 3-922279-29-5.
- Georg Kolbe – Leben und Werk. Gebr. Mann, Berlin 1990, ISBN 3-7861-1589-3.
- Von Begas bis Barlach. Georg-Kolbe-Museum, Berlin 1984, DNB 850459044.
- Das Kronprinzensilber. Arenhövel, Berlin 1982, ISBN 3-922912-03-6.
- Palladios Frühwerk: Bauten und Zeichnungen. Böhlau, Köln 1978, ISBN 3-412-00157-8. (zugl.: Univ. Diss., München 1975)